# Пайонир-Пик (Аляска)
Пайонир-Пик (англ. Pioneer Peak) — массивная гора в массиве Чугачских гор на Аляске.
Высота вершины — 1950 метров. Она находится недалеко от реки Кник, в 15 км на юг от города Палмер и в 10 км от Анкориджовского муниципалитета. Пайонир-Пик является видным ориентиром в долине Матануска-Суситна, а также популярным местом для треккинга, поскольку обладает одним из наиболее простых подходов к своему основанию из всех гор на Аляске.
Название «Пайонир-Пик» горе было присвоено в 1939 году в честь первых поселенцев сельскохозяйственной колонии в Матануске.

## Первое восхождение
Первое зарегистрированное восхождение было совершено Йоханом Билманом (англ. Johan Billman), Стивом Фоссом (англ. Steve Foss), Хельгой Белдинг (англ. Helga Ballding) и Джимом Мессиком (англ. Jim Messick) 18 июня 1936 года. При этом отмечается, что кто-либо из поселенцев сельскохозяйственной колонии в Матануске практически наверняка поднимался на гору и ранее. Реальное первое восхождение распознать почти невозможно по причине отсутствия подробного описания маршрута и противоречивых сведений о первых восхождениях.
Второе зарегистрированное восхождение совершено 16 августа 1953 года Паулом Крю (англ. Paul Crews), Уореном Кросби (англ. Warren Crosby) и Гарри Парселом (англ. Harry Pursell).

## Маршруты для восхождения
Классическим маршрутом считается трек по северной стене пика, занимающий по времени не более одного светового дня. По классификационной системе Аляски сложность маршрута оценена как 1+. Это означает, что для его прохождения специальных средств и оборудования, равно как технических навыков в альпинизме, не требуется. Благопритяным временем для восхождения считается конец апреля — начало мая.
Существуют и другие маршруты, например, по юго-восточному хребту, но они более сложные.